# ليزا أ. بارنت
ليزا أ. بارنت (بالإنجليزية: Lisa A. Barnett)‏ (24 أغسطس 1958 في الولايات المتحدة - 2 مايو 2006، لين في الولايات المتحدة)؛ كاتِبة، كاتبة أغاني، مؤلفة وروائية أمريكية.